# Honeymoon for Three (film 1915)
Honeymoon for Three è un film muto del 1915 diretto da Maurice Elvey.

## Trama
Il film racconta la vicenda del principe Ferdinando, che si reca in montagna con una ballerina.

## Produzione
Il film fu prodotto dalla British & Colonial Kinematograph Company.

## Distribuzione
Distribuito dalla Kinematograph Trading Company, uscì nelle sale cinematografiche britanniche nel gennaio 1915.